# Eparquia de Marthandom
A Eparquia de Marthandom (Latim:Eparchia Marthandomensis) é uma eparquia pertencente a Igreja Católica Siro-Malancar com rito Siro-Malancar. Está localizada no município de Kanyakumari, no estado de Tâmil Nadu, pertencente a Arquieparquia Maior de Trivandrum na Índia. Foi fundada em 16 de dezembro de 1996 pelo Papa João Paulo II. Possui uma população católica de 5.860 habitantes, sendo 3,0% da população total, possui 97 paróquias com dados de 2020.

## História
Em 17 de dezembro de 1996 o Papa João Paulo II cria a Eparquia de Marthandom através do território da Arquieparquia Maior de Trivandrum. Desde sua fundação em 1996 pertence a Igreja Católica Siro-Malancar, com rito Siro-Malancar.

## Lista de eparcas
A seguir uma lista de eparcas desde a criação da eparquia em 1996.
|                       | Nome                         | Período               | Notas                            |
| Eparcas de Marthandom | Eparcas de Marthandom        | Eparcas de Marthandom | Eparcas de Marthandom            |
| --------------------- | ---------------------------- | --------------------- | -------------------------------- |
| 3º                    | Vincent Paulos Kulapuravilai | 2010 - atual          |                                  |
| 2º                    | Yoohanon Chrysostom Kalloor  | 1998 - 2010           | Nomeado eparca de Pathanamthitta |
| 1º                    | Lawrence Ephraem Thottam     | 1996 - 1997           | Faleceu no cargo                 |